# Trascrittore musicale
Il copista è un musicista che prepara le parti individuali per i singoli musicisti copiandole da una partitura orchestrale preparata dall'arrangiatore o dal compositore.
Se il copista dispone di una partitura completa con tutti gli strumenti può limitarsi a copiare senza commettere errori, stimando esattamente le necessità di lettura dell'esecutore e disponendo sulla pagina tutti i simboli musicali nella maniera più leggibile e chiara.
Talvolta al copista vengono lasciati semplici lavori compositivi, soprattutto nel caso in cui la partitura sia incompleta, ad esempio una parte di pianoforte con cenni di strumentazione, una partitura ridotta (con semplici linee guida per le singole sezioni) oppure una partitura per altro organico. In questi casi è richiesto un lavoro di trascrizione (orchestrazione). Per questo il copista musicale deve avere nozioni di composizione, strumentazione, orchestrazione, e lettura della partitura.
I copisti musicali lavorano soprattutto all'interno dell'industria musicale per la produzione di colonne sonore cinematografiche e televisive. Lavorano anche nell'industria discografica, nell'editoria musicale e per le istituzioni concertistiche.
Fino agli anni 1990 molti copisti scrivevano a mano, con diversi metodi. Dagli anni '90 in poi sono stati utilizzati vari software di notazione musicale, tra i quali Finale e Sibelius. Questi permettono di realizzare una partitura in formato digitale e di estrarne facilmente le parti staccate. La velocità del lavoro (in caso di notazione tradizionale) è aumentata di molto, così come la possibilità di effettuare correzioni o trasposizioni. Le copie a mano continuano ad essere indispensabili in caso di urgenza oppure di notazioni troppo complesse per essere gestite in tempi ragionevoli col computer.